# Ким Минсок (конькобежец)
Ким Минсок (кор. 김민석, род. 14 июня 1999 года) —  южнокорейский конькобежец, серебряный призёр зимних Олимпийских игр 2018 года в командной гонке преследования, двукратный бронзовый призёр зимних Олимпийских игр на дистанции 1500 метров.

## Биография
Ким Минсок родился 14 июня 1999 года в городе Анян. В 8 лет начал кататься на коньках. C 3-го года начальной школы сосредоточился на конькобежном спорте.
На зимних юношеских Олимпийских играх 2016 года в Лиллехаммере завоевал золотые медали на дистанции 1500 метров и в масс-старте.
На зимних Азиатских играх 2017 года в Саппоро завоевал золото на дистанции 1500 метров и в командной гонке. Также завоевал бронзовую медаль в масс-старте.
На зимних Олимпийских играх 2018 года в Пхёнчхане Ким Минсок стал обладателем бронзовой медали на дистанции 1500 метров. Также завоевал серебро в мужской командной гонке преследования.
28 февраля 2018 года Ким Минсок был награждён высшей спортивной премией Гран-при на 64-й церемонии награждения KSOC Awards, ежегодно проводимой Олимпийским комитетом Республики Корея. Так как спортсмен на тот момент находился на Кубке мира среди юниоров в Солт-Лейк-Сити, за него награду получил его отец.
В июле 2022 года 23-летний Ким Мин Сок врезался на своей машине в барьер между дорогой и тротуаром, когда подвозил трёх коллег-конькобежцев обратно в общежитие с вечеринки по случаю дня рождения в национальном тренировочном центре к югу от Сеула. После чего был отстранён от соревнований Союзом конькобежцев Кореи (KSU) на 18 месяцев.
В январе 2025 года, выступая за Венгрию, принял участие на чемпионате Европы в классическом многоборье. Отобрался на заключительную дистанцию 10 000 метров, которую бежал первый раз в карьере. Установил рекорд чемпионатов Европы на 500 метров и рекорды Венгрии на всех дистанциях, кроме 1500 метров. В итоге занял 8-е место.